# Theclinesthes sulpitius
Theclinesthes sulpitius är en fjärilsart som beskrevs av William Henry Miskin 1890. Theclinesthes sulpitius ingår i släktet Theclinesthes och familjen juvelvingar. Inga underarter finns listade i Catalogue of Life.

## Bildgalleri

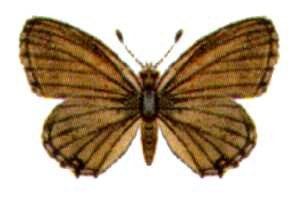